# General Villegas
General Villegas é um município da província de Buenos Aires, na Argentina.